# Shūhei Takeuchi
Shūhei Takeuchi (竹内修平?, Takeuchi Shūhei; 3 marzo 1989) è un giocatore di football americano giapponese che gioca come linebacker per i Fujitsu Frontiers.